# Emesis ares
Emesis ares är en fjärilsart som beskrevs av Edwards 1882. Emesis ares ingår i släktet Emesis och familjen Riodinidae. Inga underarter finns listade i Catalogue of Life.